# Socha svatého Jana Nepomuckého (Černilov)
Socha svatého Jana Nepomuckého se nalézá před budovou římskokatolické fary u hřbitova v obci Černilov v okrese Hradec Králové. Barokní pískovcová socha od neznámého umělce z roku 1726 je chráněna jako kulturní památka ČR. Národní památkový ústav tuto sochu uvádí v katalogu památek pod rejstříkovým číslem ÚSKP 33593/6-591.

## Popis
Na hranolovém podstavci stojí čtyřboký pilíř ozdobený volutami a zakončený římsou. Na soklu na římse stojí socha světce v životní velikosti vzhlížejícího k nebi. Svatý Jan Nepomucký je oděn v kanovnickém rouchu, v levé ruce drží zámek a v pravé krucifix. Okolo hlavy má svatozář s hvězdami. 
Vpředu na pilíři jsou nápisy: "DIVo IoannI nepoMVCeno ereXIt sInCera pIetas". Pod tímto nápisem je přes starý vybroušený text novější nápis: "Dobrodincové obnovili LP 1869". Další nápis je na podstavci vzadu: "RENOVATUM DIEX MA AUGUSTI! ANNO DOMINI MDCCCXXX".

## Galerie

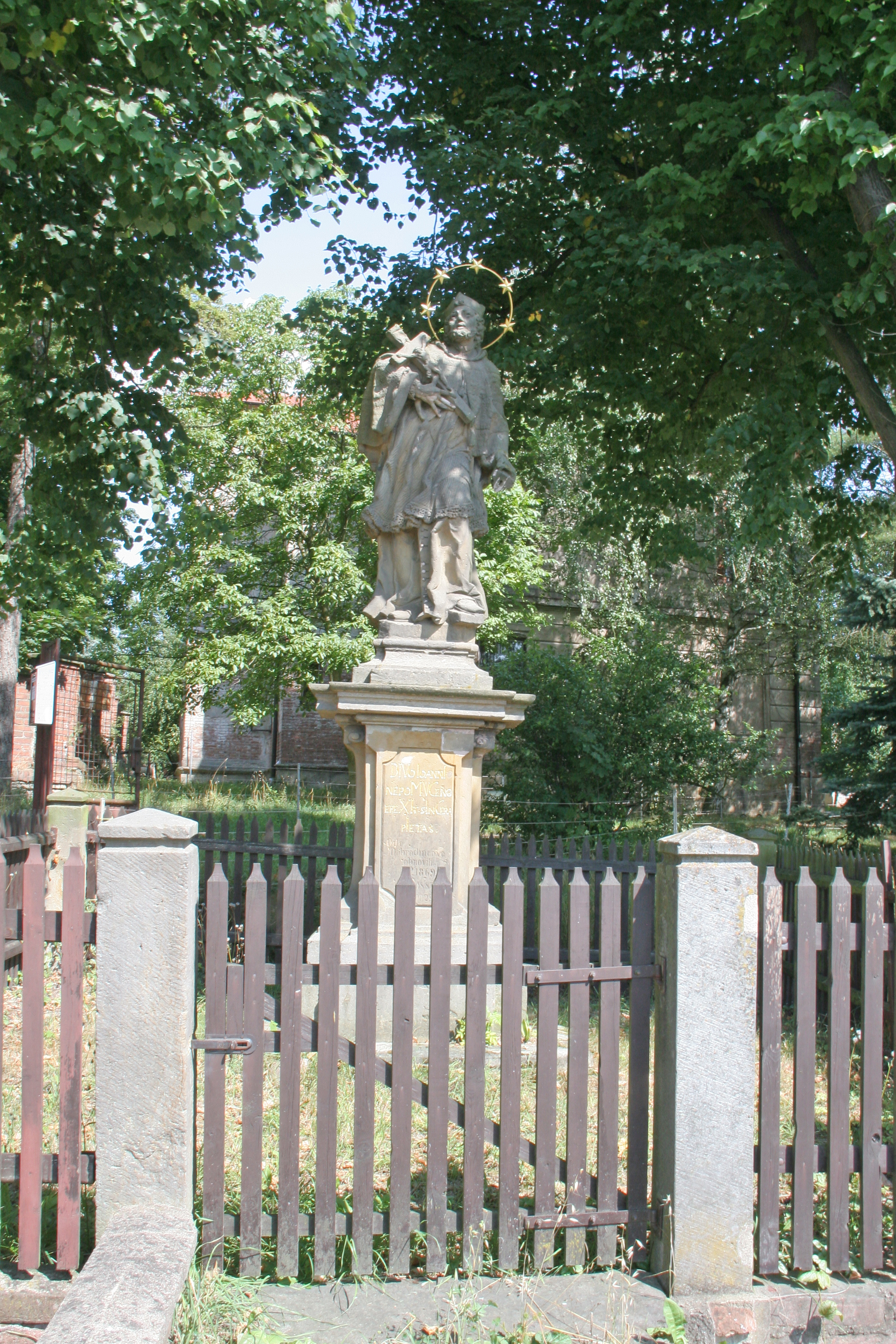
Socha sv. Jana Nepomuckého v Černilově